# Bobbie Eakes
Bobbie Diane Eakes (Warner Robins, 25 luglio 1961) è un'attrice e cantante statunitense.
È nota principalmente per i ruoli di Macy Alexander in Beautiful e di Krystal Carey ne La valle dei pini e in Una vita da vivere.

## Biografia
È nota al pubblico televisivo soprattutto per aver interpretato Macy Alexander una delle protagoniste fisse della soap Beautiful dal 1989 al 1993, dal 1995 al 2000 e dal 2002 al 2003. Nel 2011 si era vociferato di un ritorno nella soap del personaggio ma, per il momento, sembra che l'idea si sia accantonata.
Lasciato Beautiful ha trovato subito ingaggio in una famosa serie Americana, La valle dei pini (All my children) nella parte di Krystal Carey che ha ricoperto fino a settembre 2011, anno in cui la serie chiude i battenti dopo ben 41 anni di messa in onda. Grazie al ruolo di Kristal ha ottenuto due nomination agli Emmy Awards come miglior attrice (2006 e 2010).
Tra il 2004 e il 2005 fa parte del cast di Una vita da vivere (One life to live). Ha inoltre preso parte ad alcuni episodi molti telefilm, tra più celebri, I giorni della nostra vita (2001), JAG - Avvocati in divisa (2001) e Hope & Faith (2004). Per il 2011 è alle riprese del film natalizio Un matrimonio sotto l'albero che la vede tra i protagonisti insieme a Jennie Garth.
All'attività di attrice, affianca quella di cantante: ha inciso, infatti, alcuni brani insieme al collega Jeff Trachta, che in Beautiful interpretava il marito Thorne Forrester (ruolo in cui è stato poi sostituito da Winsor Harmon).
Ha inoltre inciso con il cantante Country Collin Raye il singolo Loving This Way che ha raggiunto la posizione 50 della classifica Billboard. Dal 1994 ad oggi ha inciso tre album in studio contando numerose collaborazioni.

## Filmografia parziale

### Cinema
- A Gift from Heaven (1994), regia di Jack Lucarelli
- Choosing Matthias (2001), regia di Caia Coley
- Charlie's War (2003), regia di David Abbott
- Un matrimonio sotto l'albero (2011), regia di Michael Feifer
- Sunny and RayRay (2013), regia di Deal Westorn
- Our Little Secret, regia di Stephen Herek (2024)

### Televisione
- Matlock – serie TV, episodio 1x02 (1986)
- Le notti del lupo (Werewolf) – serie TV, episodio 1x06 (1987)
- Falcon Crest – serie TV, episodio 7x04 (1987)
- Due come noi (Jake and the Fatman) – serie TV, episodio 1x09 (1987)
- Cin cin (Cheers) – serie TV, episodio 6x15 (1988)
- Blue Jeans – serie TV, episodio 1x02 (1988)
- Gli amici di papà (Full House) – serie TV, episodio 3x03 (1989)
- I quattro della scuola di polizia (21 Jump Street))– serie TV, episodio 3x15 (1989)
- Beautiful – serial televisivo, 1208 episodi (1989-2003)
- Mike Land - Professione detective (Land's End) – serie TV, episodio 1x09 (1995)
- Doc – serie TV, episodio 1x10 (2001)
- I giorni della nostra vita (Days of Our Lives) – serial televisivo, 1 episodio (2001)
- JAG - Avvocati in divisa (JAG) – serie TV, episodio 6x14 (2001)
- La valle dei pini (All My Children) – serie TV, 660 episodi (2003-2011)
- The Division – serie TV, episodio 4x02 (2004)
- Hope & Faith – serie TV, episodi 1x24-1x25 (2004)
- Una vita da vivere (One Life to Live) – serie TV, 7 episodi (2004-2005)
- Who is Billie Mackenzie? – serie TV, episodio 1x02 (2011)
- Una casa per Natale (A Christmas Open House), regia di Emily Moss Wilson (2022) – film TV
- Will Trent – serie TV, episodio 3x02 (2025)

## Discografia

### Album
- Big Trouble, (1987)
- A Beautiful Christmas With..., (1994)
- Bold And The Beautiful Duets, (1994)
- Duets II, (1995)
- Here and Now, (1998)
- Something Beautiful, (2005)

## Premi

### Emmy Awards
Nomination:
- Miglior attrice protagonista in una serie drammatica, per La valle dei pini (2006)
- Miglior attrice protagonista in una serie drammatica, per La valle dei pini (2010)

### Soap Opera Digest Awards
Nomination:
- Miglior storia d'amore (con Jeff Trachta) in una soap-opera, per Beautiful (1992)
- Miglior attrice non protagonista in una soap-opera, per Beautiful (1994)
- Miglior attrice non protagonista in una soap-opera, per Beautiful (1999)
- Miglior attrice non protagonista in una soap-opera, per La valle dei pini (2005)